# Азарьев, Митрофан Николаевич
Митрофа́н Никола́евич Аза́рьев (16 ноября 1869 — после 1920) — российский военный деятель, генерал-майор.

## Биография
Православный дворянин. Сын полковника Николая Петровича Азарьева.
Окончил Петровский Полтавский кадетский корпус (1886).
- На службе с 1886 года.
- Офицер с 1887 года. Офицер 90-го пехотного полка.
- Окончил Александровскую военно-юридическую академию (1899).
- Офицер Военно-морского судебного ведомства (с 1909).
- Подполковник (пр. 1905).
- Полковник (пр. 1909) военно-морского судебного ведомства.
- С 1911 года — помощник прокурора при временном Владивостокском военно-морском суде. Одновременно прокурор портового призового суда (с 03.11.1914).
- Генерал-майор Военно-морского судебного ведомства, за отличную ревностную службу и особые труды, вызванные обстоятельствами войны (пр. 22.03.1915; ст. 01.01.1915).
- Судья временного Владивостокского военно-морского суда и председатель портового призового суда во Владивостоке (с 21.06.1916).
- Во время Гражданской войны служил в белых войсках Восточного фронта; с 30.06.1918 — на Сибирской флотилии; председатель военно-морского суда той же флотилии.
- К 1920 году — в Нагасаки (Япония).

### Семья
- Отец — Азарьев, Николай Петрович — полковник.
- Братья:
  - Азарьев, Александр Николаевич — полковник,
  - Азарьев, Виктор Николаевич — полковник,
  - Азарьев, Николай Николаевич — генерал.